# Апімондія
Апімондія — міжнародна федерація бджільницьких об'єднань. Створена в 1949. Центр — Рим. Станом на 1988 рік нараховувала 62, а на 2013 р. — 115 країн-членів. Організація є наступницею Секретаріату Міжнародного Бджільницького Конгресу, заснованого в 1895.
Організація опікується науковим, технічним, екологічним, соціальним та економічним розвитком бджільництва у світі.
Організація щодвароки проводить Міжнародні Конгреси Апімондії, до 2013 р. проведено 42 конгреси. XXXXIII Конгрес — у Києві 2013 року.